# Grado militare
Il grado militare è una qualifica attribuita all'interno della gerarchia militare delle forze armate degli Stati del mondo. Nell'uso comune, il termine indica anche il distintivo che, applicato sulla divisa militare, contrassegna il grado ricoperto dal militare.

## Storia
L'uso di gradi formalizzati si diffuse ai tempi dell'antica Roma nelle legioni dopo le riforme del console Gaio Mario che furono completate intorno al 60 a.C.
Con il nuovo sistema una legione veniva comandata per un periodo di tre anni da un legatus, generalmente un senatore. Immediatamente al di sotto del legatus c'erano sei tribuni, cinque dei quali erano equites, mentre il sesto era un nobile destinato a diventare membro del senato.
I combattenti della legione erano organizzati in ranghi: file di uomini che combattevano come un'unità. Con la riforma dell'esercito di Gaio Mario le legioni vennero divise in dieci coorti, ognuna consistente di sei centurie, ognuna delle quali era composta da 80 a 160 uomini (in casi particolari potevano essere composte anche da 300 uomini). Ogni centuria era guidata da un centurione assistito da diversi giovani ufficiali. Le centurie erano ulteriormente suddivise in dieci contubernia, ognuna di otto soldati. I singoli soldati venivano chiamati milites o legionarii.
A partire dall'età moderna hanno tratto fondamento dalla catena gerarchica che si è instaurata in Europa nel XVII e XVIII secolo come conseguenza del complicarsi delle armi, dei corpi e delle tecniche di combattimento. La maggior parte degli eserciti contemporanei riconosce tre categorie di personale. Queste sono codificate nelle convenzioni di Ginevra, che li distingue, non uniformemente, come "ufficiali" (compiti direttivi), "sottufficiali" (compiti specialistici, tecnici e addestrativi) e "truppa" (compiti esecutivi).

## Classificazione

### Ufficiali generali
Gli ufficiali generali sono coloro a cui viene affidato il comando delle grandi unità operative, cioè quelle che possono raggiungere i loro obiettivi operando in maniera abbastanza autonoma. Ad esempio le brigate dell'esercito sono composte da sottounità provenienti da diverse specialità dell'esercito che rendono la grande unità completa. Talvolta una delle specialità è fortemente preponderante nei confronti delle altre, in questi casi spesso si definiscono, ad esempio, brigata di fanteria o divisione di cavalleria.
Stesso assetto è replicato spesso nella marina militare dove, ad esempio, l'equivalente della brigata è il gruppo navale, all'interno del quale vi sono unità navali d'alto mare specializzate in diversi settori come guerra antisommergibile, guerra antiaerea.
Anche nelle aeronautiche militari la brigata aerea talvolta è una grande unità all'interno della quale troveremo velivoli specializzati nella caccia, nel bombardamento, nella ricognizione, nell'attacco al suolo e così via.
Questo è il significato classico relativo alle grandi unità; tuttavia talvolta si usa ad esempio il termine brigata anche per indicare una sorta di grande reparto che raccoglie unità della stessa specialità, come per esempio una brigata di artiglieria o del genio militare. Altre volte si può utilizzare una tale denominazione per indicare una grande struttura territoriale che coordina quelle intermedie, come le divisioni territoriali dell'Arma dei Carabinieri.
In ogni caso le grandi unità sono sempre comandate da ufficiali generali che hanno sempre rango dirigenziale. Anche gli incarichi logistici e amministrativi di elevatissimo livello sono affidati a ufficiali generali.
In alcune forze armate vi è un quinto gradino gerarchico riservato a promozioni onorifiche oppure a necessità tecniche derivanti da una eventuale mobilitazione generale. Esempi di tali gradi apicali sono il Field Marshal (maresciallo di campo) dell'esercito inglese, il General of the Army (generale dell'Esercito) dell'esercito USA, il maréchal de France (maresciallo di Francia) per l'esercito francese e, fino alla seconda guerra mondiale, il maresciallo d'Italia per il Regio Esercito. 

### Ufficiali superiori
Gli ufficiali superiori sono coloro a cui viene affidato il comando delle singole pedine operative che compongono una grande unità. Trattasi, ad esempio, di reggimenti, battaglioni inquadrati in una brigata nel caso delle forze di terra, o del comando delle singole unità navali all'interno di un gruppo navale, oppure del comando di una base aerea nella quale è collocata parte di una brigata aerea, o infine del comando di una sotto unità territoriale inquadrata in una divisione territoriale.
Sono affidati agli ufficiali superiori anche la direzione di unità logistiche o uffici amministrativi di un certo spessore. Spesso gli ufficiali superiori si trovano a coadiuvare gli ufficiali generali.
Gli ufficiali superiori, in quasi tutte le forze armate mondiali, sono inquadrati su tre livelli gerarchici, e, a seconda dei casi, hanno rango dirigenziale o semplicemente direttivo.
Partono dal grado di maggiore fino al colonnello.

### Ufficiali inferiori
Gli ufficiali inferiori sono coloro a cui viene affidato il comando delle unità di minore entità. Essi possono anche essere posti alla direzione di uffici amministrativi o unità logistiche di limitata importanza, ma per lo più sono chiamati a coadiuvare gli ufficiali superiori.
Gli ufficiali inferiori sono inquadrati in tre gradini gerarchici, tutti con ruolo direttivo.
Partono dal grado di sottotenente fino al grado di capitano.

### Sottufficiali
I sottufficiali sono una categoria intermedia, con compiti tecnico-specialistico-addestrativi e di coordinamento, essa ha comunque compiti diversificati a seconda delle nazioni e della struttura gerarchica.
Essi possono avere compiti esecutivi, tecnico-specialistici o direttivi, a seconda della nazione, possono essere chiamati a svolgere funzioni di demoltiplica della catena di comando e svolgere funzioni direttive vicarie: possono assumere l'incarico di sottufficiale di compagnia/battaglione/reggimento assumendo funzioni di raccordo tra il personale dei ruoli inferiori ed i comandanti ad ogni livello di comando.
Ad essi può essere affidato il comando di unità minori (in genere squadre e plotoni), o la direzione di sezioni logistiche o amministrative, oppure in marina il comando di piccole unità navali, e in aeronautica la responsabilità dell'efficienza complessiva di un velivolo. 

### Truppa
La truppa è la categoria di base del personale militare, di cui costituisce la maggioranza. Ai suoi appartenenti è raramente affidato un incarico di comando o di coordinazione, e il loro compito in genere consiste nell'esecuzione di ordini ricevuti. 
Talvolta a coloro che nel ruolo truppa hanno una consistente esperienza e hanno dimostrato particolare affidabilità può essere affidato il comando della più piccola unità operativa ad esempio il comando di una squadra o di operazioni militari minori, come il pattugliamento.
In alcune nazioni questa categoria può essere a sua volta suddivisa per ruoli, sulla base della specializzazione tecnica o differenziando il personale in servizio permanente (veterani) da quello in ferma temporanea.

## La comparazione militare internazionale
Benché vi siano similitudini di nomenclatura e d'impiego a livello internazionale, per quanto riguarda la categoria degli ufficiali, si hanno enormi difficoltà a equiparare realmente i compiti specifici, specialmente per le altre categorie sotto ordinate a quella dei ruoli direttivi.
La NATO, per le equivalenze dei gradi dei paesi membri, ha codificato e standardizzato le categorie e i gradi delle Forze Armate per compiti similari.
Il documento cardine è attualmente lo STANAG 2116 (edizione 7) "NATO codes for grades of military personnel" del gennaio 2021 (gli STANAG ovvero standardization agreement sono gli accordi sulle standardizzazioni, prodotti e ratificati dai rispettivi rappresentanti dei paesi membri).
Lo STANAG 2116 ripartisce tutti i gradi militari in due categorie: officers, ufficiali (abbreviati OF) e other ranks, altri gradi (abbreviati OR) che racchiudono le altre categorie di militari; gli ufficiali sono codificati in ordine crescente da OF-1 a OF-10, mentre gli altri gradi (other ranks) da OR-1 a OR-9.
Nello STANAG 2116, è prevista anche la categoria dei Warrant Officers, una categoria in uso solo nelle Forze Armate USA, che non ha paritetici nelle altre Forze Armate e che si colloca tra gli ufficiali e le categorie dei gradi inferiori (tra i codici OF e OR).
Lo STANAG della NATO, inoltre, considera i codici inclusi tra OR-5 e OR-9 come non-commissioned officers, ovvero quelli che per l'Italia sono inclusi nella categoria sottufficiali.

## Nel mondo

### Italia
In Italia, nella formazione ed evoluzione è stata significativa l'influenza francese all'interno della nobiltà e dell'esercito sabaudo.
Il capo di stato maggiore di ciascuna forza armata (che ha il grado di generale di corpo d'armata con incarichi speciali), ha preminenza gerarchica rispetto ai generali di corpo d'armata e riveste il grado di OF-9, si distingue da una stelletta bordata di rosso in più sulle controspalline.
A livello interforze, alle dipendenze dirette del capo di stato maggiore della difesa, l'attività operativa nazionale e internazionale è sotto il controllo del Comando Operativo di Vertice Interforze (COVI), che svolge funzioni di "comandante operativo delle Forze armate" affidate dal capo di stato maggiore della difesa, che ne vigila l'operato.